# Ленинское (Аламудунский район)
Ленинское — село в Аламудунском районе Чуйской области Кыргызстана. Административный центр Ленинского аильного округа. Код СОАТЕ — 41708 203 834 01 0.

## История
Годом основания села считают 1907-й. А 20 марта 1919 года первые коммунары создали сельскохозяйственную коммуну «Ветка». Тогда вместе с другими переселенцами в Кыргызстан пришли крестьяне из Херсонской губернии и юга Молдавии.

## Население
| Год     | 2009   | 2014   | 2015   |
| ------- | ------ | ------ | ------ |
| человек | 10 493 | 10 387 | 10 344 |

## Известные жители
- Фогель, Кристина (р. 1990) — трековая велогонщица, двукратная олимпийская чемпионка, девятикратная чемпионка мира.